# (31947) 2000 GO109
2000 GO109 (asteroide 31947) é um asteroide da cintura principal. Possui uma excentricidade de 0.33127060 e uma inclinação de 7.21001º.
Este asteroide foi descoberto no dia 7 de abril de 2000 por LINEAR em Socorro.